# Baskervillehunden (DR Radiodrama)
Baskervillehunden er et dansk radiodrama fra 1984 baseret på Arthur Conan Doyles roman Baskervilles Hund (engelsk: The Hound of the Baskervilles). Det er instrueret af Ole Krøll og har Hardy Rafn og Jesper Langberg i hovedrollerne som hhv. Sherlock Holmes og Dr. Watson. Det blev sendt på Danmarks Radio.

## Handling
I London år 1889 får privatdetektiven Sherlock Holmes til opgave at hjælpe arvingen til godset Baskerville Hall, Sir Henry Baskerville, der tilsyneladende er i fare for at blive slået ihjel af den sagnomspundne spøgelseshund Baskervillehunden, der angiveligt slog hans onkel Sir Charles ihjel. Holmes sender sin trofaste assistent Dr. Watson til Baskerville Hall i Devon sammen med Sir Henry for at passe på ham og indsamle oplysninger om Sir Charles' bekendtskabskreds, mens Holmes selv bliver i London for at foretage undersøgelser, da nogen i byen lader til at skygge Sir Henry. På Baskerville Hall går det snart op for Dr. Watson og Sir Henry, at rygterne om Baskervillehunden ikke kun er ren overtro.
Dramaet blev sendt i fire afsnit: 'Slægtens Arv', 'Mørkets Magter', 'Manden på Klippen' og 'Døden på Heden'.

## Ændringer i forhold til Conan Doyles roman
Generelt er Ole Krølls dramatisering tro mod Arthur Conan Doyles roman. For at ridse Watsons baggrund op for de lyttere, der ikke på forhånd var bekendt med Sherlock Holmes og Dr. Watson, blev der inkluderet et flashback af Watsons fortid som feltlæge i Britisk Indien og Afghanistan, som ikke findes i romanen, og som bygger dels på de første linjer af en anden Sherlock Holmes-roman, Et studie i rødt, dels på beskrivelser af Slaget ved Maywand under Den Anden Britisk-Afghanske Krig.
Watsons oplevelser som feltlæge og især Slaget ved Maywand, hvorunder han nær var omkommet af et projektil i skulderen, spiller en langt større rolle i radiodramatiseringen end romanen (og de andre historier i øvrigt) og viser Watson som krigsveteran, en side, der sjældent skinner stærkt igennem i Conan Doyles historier. Watsons arbejde for at opklare forbrydelser sammen med Sherlock Holmes kommer derved til at fremstå som en indsats for opretholdelsen af britisk civilisation og et personligt sonoffer for hans (i egne øjne) fejlslagne indsats i Afghanistan.
Enkelte replikker er desuden ændrede. F.eks. omtaler Watson ikke den bortløbne straffefange Selden som "halvt dyr, halvt djævel" som i romanen, men det mere samvittighedsfulde "halvt dyr, halvt menneske".

## Musik
I radiodramatiseringen er anvendt flere musikalske værker af den britiske komponist Edward Elgar. Disse tæller:
- Introduction and Allegro, opus 47
- Cellokoncert i e-mol, opus 85
- Pomp and Circumstance March nr. 4 i G-dur
- Enigma-variationerne, opus 36: 11. variation, "G.R.S."
- Enigma-variationerne, opus 36: 13. variation, "***"
- Tredje sats af Symfoni nr. 2 i Es-dur, opus 63

## Litterære referencer i dramaet
I modsætning til i romanen reciterer Watson i radiodramatiseringen forskellige digte og andre litterære værker, heriblandt Richard II af William Shakespeare, 2. akt, 1. scene.